# ساياكا كوباياشي
ساياكا كوباياشي (باليابانية: 小林 さやか) مواليد 12 أكتوبر 1970، هي مؤدية أصوات يابانية.

## الأعمال

### مسلسلات أنمي تلفزيونية
- كل شيء يصبح أف - يوميكو شيندو
- سازايه-سان

### دبلجة
- آلة الزمن
- محبوبتي سام سون
- جثة العروس
- بيرل هاربر
- سماء الفانيلا
- بليد